# Wuxi, Chongqing
Wuxi, tidigare stavat Wuki, är ett härad i Chongqings storstadsområde i sydvästra Kina. Det ligger omkring 340 kilometer nordost om det centrala stadsdistriktet Yuzhong. 
Wuxi härad tillhörde tidigare Sichuan-provinsen, men överfördes till Chongqing när staden fick provinsstatus 1997.

## Administrativ indelning
Häradet är indelat i två stadsdelsdistrikt, 19 köpingar och elva socknar.
Stadsdelsdistrikt (jiedao):

- Baiyang (柏杨街道)
- Ninghe (宁河街道)

Köpingar (zhen):

- Bailu (白鹿镇)
- Chaoyang (朝阳镇)
- Chengxiang (城厢镇)
- Fenghuang (凤凰镇)
- Fengling (峰灵镇)
- Gulu (古路镇)
- Hongchiba (红池坝镇)
- Jianshan (尖山镇)
- Lingjiao (菱角镇)
- Ningchang (宁厂镇)
- Pulian (蒲莲镇)
- Shanghuang (上磺镇)
- Tangfang (塘坊镇)
- Tianba (田坝镇)
- Tongcheng (通城镇)
- Tucheng (土城镇)
- Wenfeng (文峰镇)
- Xiabao (下堡镇)
- Xujia (徐家镇)

Socknar (xiang):

- Changgui (长桂乡)
- Dahe (大河乡)
- Huatai (花台乡)
- Lanying (兰英乡)
- Shengli (胜利乡)
- Shuangyang (双阳乡)
- Tianxing (天星乡)
- Tianyuan (天元乡)
- Wulong (乌龙乡)
- Yulin (鱼鳞乡)
- Zhongliang (中梁乡)